# Saturación (magnetismo)

Curvas de magnetización de nueve materiales ferromagnéticos diferentes, mostrando el efecto de saturación. 1.Hoja de acero, 2.Acero al silicio, 3.Acero de crisol, 4.Acero al tungsteno, 5.Acero magnético, 6.Hierro de crisol, 7.Níquel, 8.Cobalto, 9.Magnetita.

La saturación magnética es un efecto que se observa en algunos materiales magnéticos, y se caracteriza como el estado alcanzado cuando cualquier incremento posterior en un campo de magnetización externo H no provoca un aumento en la magnetización del material.
Esto se demuestra porque el campo magnético total B tiende a estabilizarse. Es una característica particular de los materiales ferromagnéticos tales como el hierro, níquel, cobalto y muchas de sus aleaciones.

## Introducción

Debido al efecto de saturación, la permeabilidad magnética μ_{f} de una sustancia ferromagnética alcanza un máximo y luego declina.

El efecto de saturación se puede observar más claramente en la curva de magnetización (también llamada curva BH o curva de histéresis) de una sustancia, en concreto en la región superior derecha de la curva. Mientras que el campo H se incrementa, el campo B se aproxima a un valor máximo de manera asintótica. Este valor al cual tiende asintóticamente el campo B es el nivel de saturación de esa sustancia.
Estrictamente hablando, por sobre el nivel de saturación, el campo B continúa aumentando pero de manera paramagnética, la cual es tres órdenes de magnitud más pequeña que la tasa de aumento ferromagnética observada por debajo del nivel de saturación.
La relación entre el campo de magnetización H y el campo magnético B también puede expresarse en términos de permeabilidad magnética: {\displaystyle \mu =B/H} o en términos de permeabilidad relativa {\displaystyle \mu _{r}=\mu /\mu _{0}}, donde {\displaystyle \mu _{0}} es la permeabilidad magnética del vacío. La permeabilidad de los materiales ferromagnéticos no es constante, sino que depende de H. En los materiales saturables la permeabilidad relativa se incrementa con H hasta un máximo, y luego mientras el material se aproxima a saturación, el efecto se invierte y la curva decrece hasta uno.
Diferentes materiales poseen diferentes niveles de saturación. Por ejemplo, las aleaciones de hierro de alta permeabilidad utilizadas en la fabricación de núcleos de transformadores alcanzan la saturación a valores de 1,6 a 2,2 Tesla (T), mientras que los imanes de ferrita saturan a 0,2 - 0,5 T. Algunas aleaciones de metal amorfo saturan a 1,2-1,3 T.

## Explicación
Los materiales ferromagnéticos que muestran saturación, tales como el hierro,  están compuestos de regiones microscópicas llamadas dominios magnéticos que actúan como pequeños imanes permanentes. Antes de que un campo magnético externo sea aplicado al material, los dominios se encuentran orientados al azar. Sus pequeños campos magnéticos apuntan en direcciones aleatorias y se cancelan entre sí, de modo que el material no produce un campo magnético global neto. Cuando se aplica un campo de magnetización externo  H al material, lo penetra y causa la alineación de los dominios, provocando que sus pequeños campos magnéticos roten y se alineen paralelamente al campo externo, sumándose para crear un gran campo magnético que se extiende hacia fuera del material. Esto es llamado magnetización. Cuanto más fuerte sea el campo magnético externo, mayor será la alineación de los dominios. El efecto de saturación ocurre cuando ya prácticamente todos los dominios se encuentran alineados, por lo que cualquier incremento posterior en el campo aplicado no puede causar una mayor alineación.

## Efectos y usos
El efecto de saturación limita los máximos campos magnéticos que se pueden conseguir por medio de electroimanes de núcleo ferromagnético y transformadores hasta un tope de alrededor de 2 T, lo que pone un límite en el tamaño mínimo de sus núcleos. Esta es una de las razones del porqué los transformadores de alta potencia son tan grandes, para no tener pérdidas de energía causadas por la saturación de sus núcleos.  
En los circuitos electrónicos, los transformadores e inductores con núcleos ferromagnéticos comienzan a operar de manera no lineal cuando la corriente a través de ellos es suficientemente grande para llevar a los materiales de sus núcleos hasta la saturación. Esto significa que su inductancia y otras propiedades varían con los cambios en la corriente circulante. En los circuitos lineales esto es usualmente considerado como una desviación indeseada del comportamiento ideal. Cuando se aplican señales de corriente alterna, esta no linealidad puede causar que se generen armónicos y distorsión por intermodulación. Para prevenir esto, lo que se hace es diseñar los circuitos de forma que el nivel de señales aplicadas a los inductores de núcleo de hierro se encuentren limitadas de forma tal que no se saturen. Para reducir sus efectos, algunos tipos de núcleos ferromagnéticos de transfomadores poseen a su vez un núcleo central de aire.
Por otro lado, la saturación es explotada en algunos dispositivos electrónicos. Por ejemplo el efecto de saturación se emplea para limitar la corriente en los transformadores de núcleo saturable, usados para la soldadura por arco. Cuando la corriente primaria excede de un cierto valor, el núcleo es empujado a su región de saturación, limitando mayores incrementos en la corriente secundaria. En una aplicación más sofisticada, los inductores de núcleo saturable y los amplificadores magnéticos utilizan una corriente continua aplicada a través de un bobinado independiente montado sobre el mismo núcleo que sirve para controlar la impedancia del inductor. Al variar la corriente en el devanado de control se puede mover el punto de operación arriba y abajo en la curva de saturación, controlando la corriente alterna que circula a través del inductor. Esto es usado en balastros de luz fluorescente variable, y sistemas de control de potencia.